# Anton Nordqvist
Anton Vincent Nordqvist, född 19 februari 1991 i Kirsebergs församling, Malmöhus län, är en svensk politiker (miljöpartist). 

## Biografi
Anton Nordqvist föddes 1991 i Kirsebergs församling. Han är ordförande för Miljöpartiet i Jämtlands län. Nordqvist är ledamot av partistyrelsen i Miljöpartiet.